# Badevel
Badevel is een gemeente in het Franse departement Doubs (regio Bourgogne-Franche-Comté) en telt 877 inwoners (2005). De plaats maakt deel uit van het arrondissement Montbéliard.

## Geografie

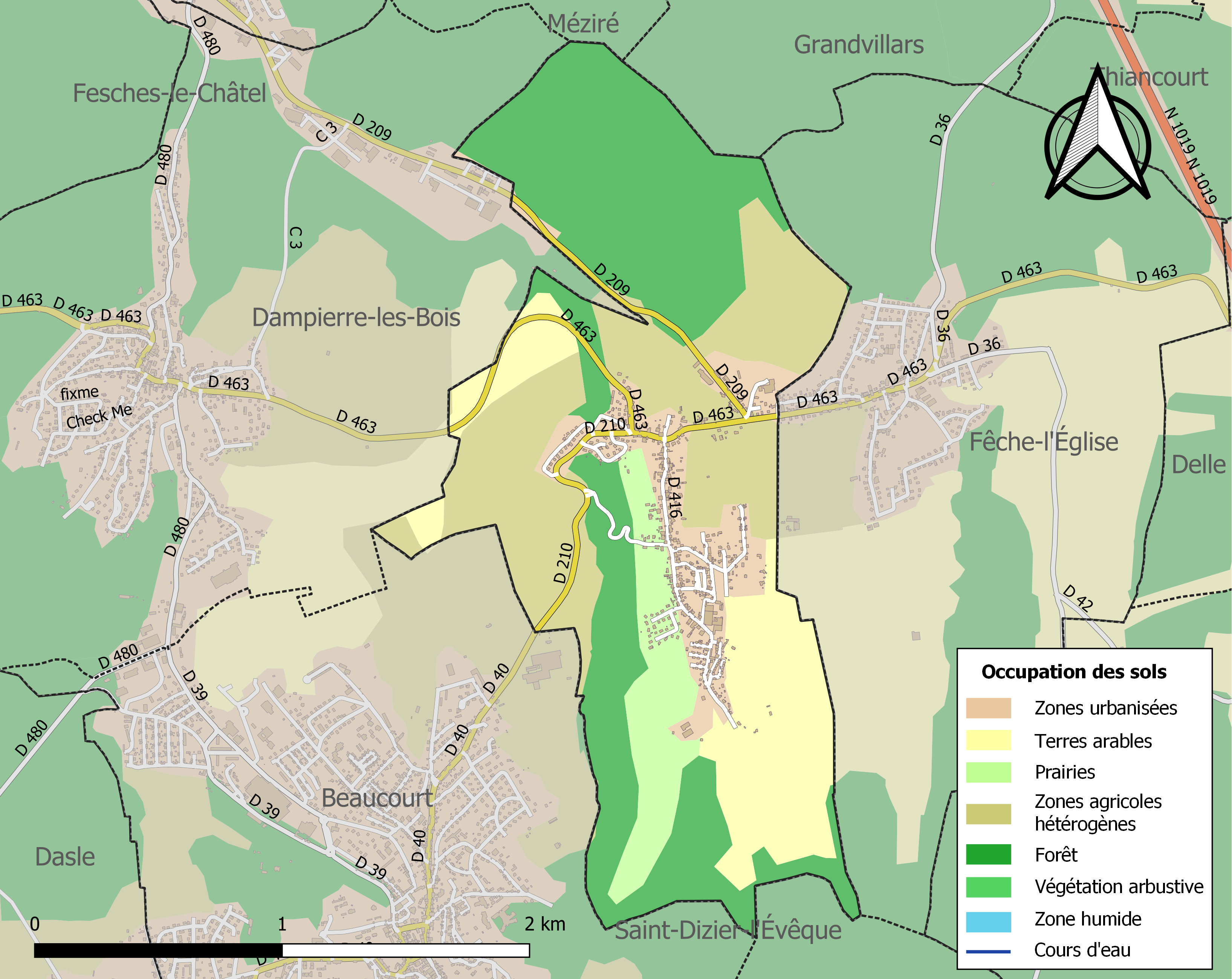
Kaart van de gemeente met de belangrijkste infrastructuur, bodemgebruik en omliggende gemeenten

De oppervlakte van Badevel bedraagt 3,7 km², de bevolkingsdichtheid is 237,0 inwoners per km².

## Demografie
Onderstaande figuur toont het verloop van het inwonertal (bron: INSEE-tellingen).